# Helgi Áss Grétarsson

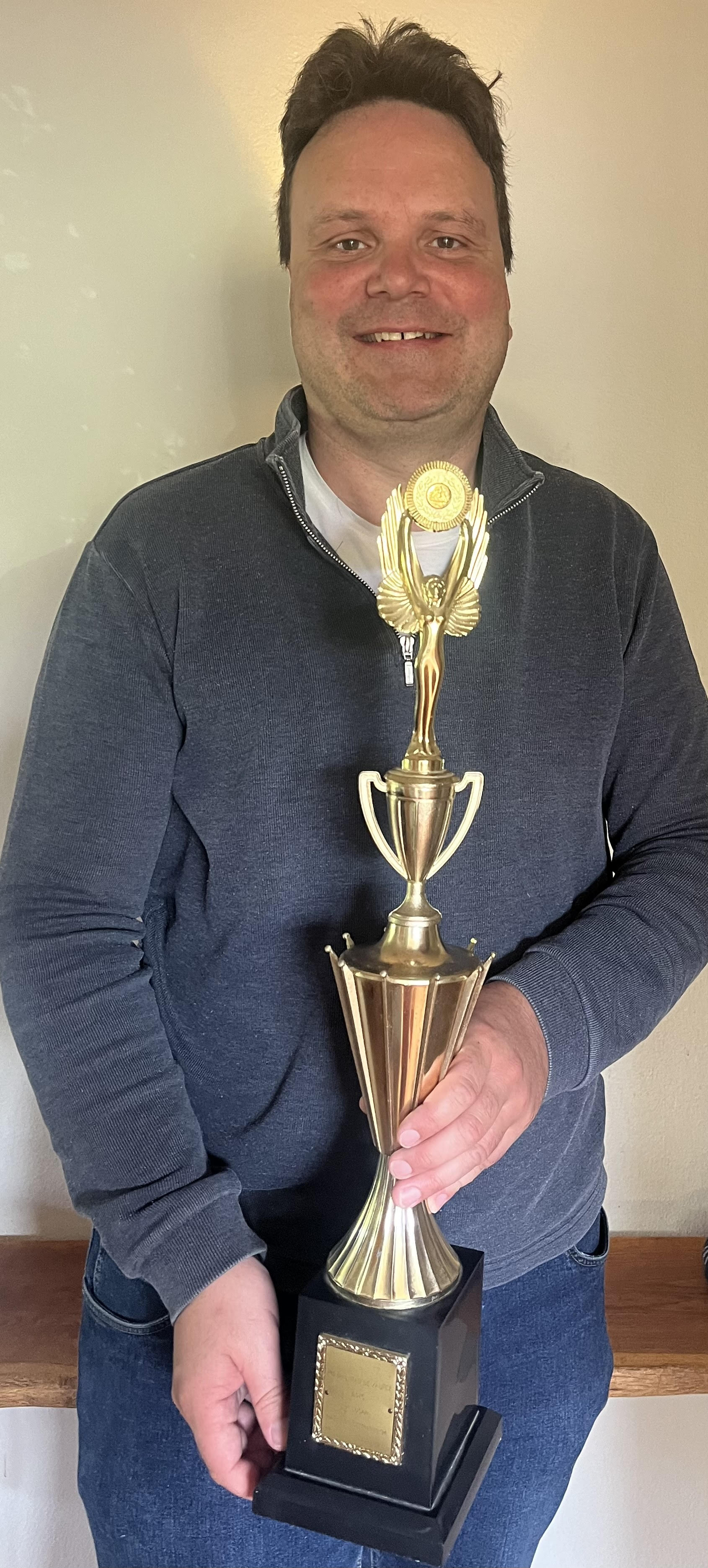
Helgi Áss Grétarsson, 2024

Helgi Dagbjartur Áss Grétarsson (* 18. Februar 1977) ist ein isländischer Schachspieler.
Er wurde 1994 im brasilianischen Matinhos Weltmeister der unter 20-Jährigen und bekam danach vom Weltschachverband FIDE den Großmeister-Titel verliehen. Bei der FIDE-Schachweltmeisterschaft in Groningen, die 1997 erstmals im Knock-Out-Modus ausgetragen wurde, scheiterte Helgi Áss Grétarsson nach einem Auftaktsieg gegen den Spanier Miguel Illescas Córdoba in der zweiten Runde an Artur Jussupow.
In den Jahren 2002 und 2004 wurde Grétarsson Zweiter der isländischen Landesmeisterschaften, er musste sich jeweils Hannes Stefánsson beugen, zuletzt unterlag er diesem knapp nach einem Stichkampf über vier Partien (+0 =3 −1). Für die isländische Nationalmannschaft spielte Grétarsson auf allen drei Schacholympiaden der Jahre 1994 bis 1998, und zum bisher letzten Mal 2002 in Bled, am zweiten Brett hinter Hannes Stefánsson.
In der britischen Four Nations Chess League spielte Helgi Áss Grétarsson in der Saison 1999/2000 bei White Rose, in der gleichen Saison spielte er in der schwedischen Elitserien beim Lunds ASK. In der tschechischen Extraliga spielte er von 1998 bis 2000 für den ŠK Sokol Kolín, in Island für Taflfélag Reykjavíkur und Taflfélagið Hellir; mit beiden Vereinen nahm er auch am European Club Cup teil.
Seine Elo-Zahl beträgt 2448 (Stand: August 2016), sein bislang höchstes Rating von 2563 erreichte Grétarsson im Juli 2000.
Grétarsson war mit der gebürtigen Tschechin Lenka Ptáčníková verheiratet, einer Frauengroßmeisterin, die mehrmals die isländische Damenmeisterschaft gewann. Zusammen siegten beide bei der „Familienmeisterschaft“ des ZMD-Opens in Dresden 2002. Beruflich ist er als Jurist und Dozent an der Universität Island tätig.